# Ceresole Alba
Ceresole Alba es una comuna italiana situada en la provincia de Cuneo, en la región del Piamonte, en el norte del país. Se encuentra a unos 30 kilómetros al sureste de Turín y a unos 50 al noreste de Cuneo.

## Demografía
| Gráfica de evolución demográfica de Ceresole Alba entre 1861 y 2001 |
|                                                                     |
| Fuente ISTAT - elaboración gráfica de Wikipedia                     |

- Datos: Q19936
- Multimedia: Ceresole d'Alba / Q19936

1. ↑  Worldpostalcodes.org, código postal n.º 12040.
2. ↑  «Codici Catastali». Comuni-italiani.it (en italiano). Consultado el 29 de abril de 2017.